# Front Popular (Tunísia)
El Front Popular per a la Realització dels Objectius de la Revolució (àrab: الجبهة الشعبية لتحقيق أهداف الثورة, al-Jabha ax-Xaʿbiyya li-Taḥqīq Ahdāf aṯ-Ṯawra; en francès: Front populaire pour la réalisation des objectifs de la révolution) o, abreujat, el Front Popular (àrab: الجبهة الشعبية, al-Jabha ax-Xaʿbiyya) o encara el-Jabha, és una aliança electoral tunisiana d'orientació política d'esquerres composta per nou partits polítics de diferents orientacions socialistes, juntament amb diversos candidats independents.
La coalició es va fundar a l'octubre de 2012, reunint els dotze principals partits polítics socialistes del país, essent el més important el Partit dels Treballadors. Posteriorment el nombre de partits de la coalició va disminuir a nou. Aproximadament 15.000 persones van assistir a la primera reunió de la coalició a la ciutat de Tunis.

## Resultats legislatius
| Any  | # de vots | % de vots | # d'escons | /+–  | Posició  |
| ---- | --------- | --------- | ---------- | ---- | -------- |
| 2011 | 119.901   | 2.95      | 6 / 217    |      | Oposició |
| 2014 | 124.654   | 3.66      | 15 / 217   | + 9  | Oposició |
| 2019 | 32.365    | 1.12      | 1 / 217    | - 14 | Oposició |